# 闊克佩克提區

闊克佩克提區是哈薩克斯坦的行政區，位於該國東部，由阿拜州負責管轄，首府設於闊克佩克提，始建於1930年，面積14,600平方公里，2013年人口32,069。